# Osian (Rajasthan)
Osian oder Osiyan (Hindi: ओसियां) ist eine Kleinstadt mit etwa 12.500 Einwohnern im indischen Bundesstaat Rajasthan, die vor allem wegen ihrer mittelalterlichen Tempel (mandira) bekannt ist. Der alte Name des Ortes lautete Ukesha oder Upkeshapur.

## Lage
Osian liegt am westlichen Rand des Aravalligebirges im Übergang zur Wüste Thar in einer Höhe von etwa 335 m etwa 68 km (Fahrtstrecke) nördlich von Jodhpur an der Straße in Richtung Bikaner. Der Ort verfügt auch über einen Bahnhof an der Strecke Jodhpur – Phalodi. Das Klima ist meist heiß und trocken; Regen fällt eigentlich nur in den sommerlichen Monsunmonaten.

## Bevölkerung
Die Bevölkerung besteht fast ausschließlich aus Hindus mit einem geringen Anteil an Jains und Moslems. Wie bei Volkszählungen im Norden Indiens üblich übersteigt der Anteil der männlichen Einwohner den der weiblichen um etwa 10 %.

## Wirtschaft
Der Ort ist ein kleines Wirtschaftszentrum für die Dörfer der Umgebung; es dominieren Kleinhandel, Handwerk und kleinere Dienstleistungsbetriebe. Der Tourismus spielt ebenfalls eine wichtige Rolle im Wirtschaftsleben der Gemeinde. Zu Beginn des 21. Jahrhunderts wurde im Gemeindebezirk (tehsil) eine Solarstromanlage mit einer Leistung von 5 MW installiert.

## Geschichte
Die nachweisbare Geschichte des Ortes reicht bis in das 8. Jahrhundert n. Chr. zurück, als der Gurjara-Pratihara-König Vatsaraja (reg. etwa 775–805) für die vorwiegend Handel treibende Jain-Gemeinschaft einen Mahavira-Tempel stiftete. Der über Osian führende Handelsweg war bis in das 15./16. Jahrhundert von Bedeutung und so entstanden auch mehrere Hindu-Tempel sowie ein stufenbrunnenartiger Tempelteich im Ort.

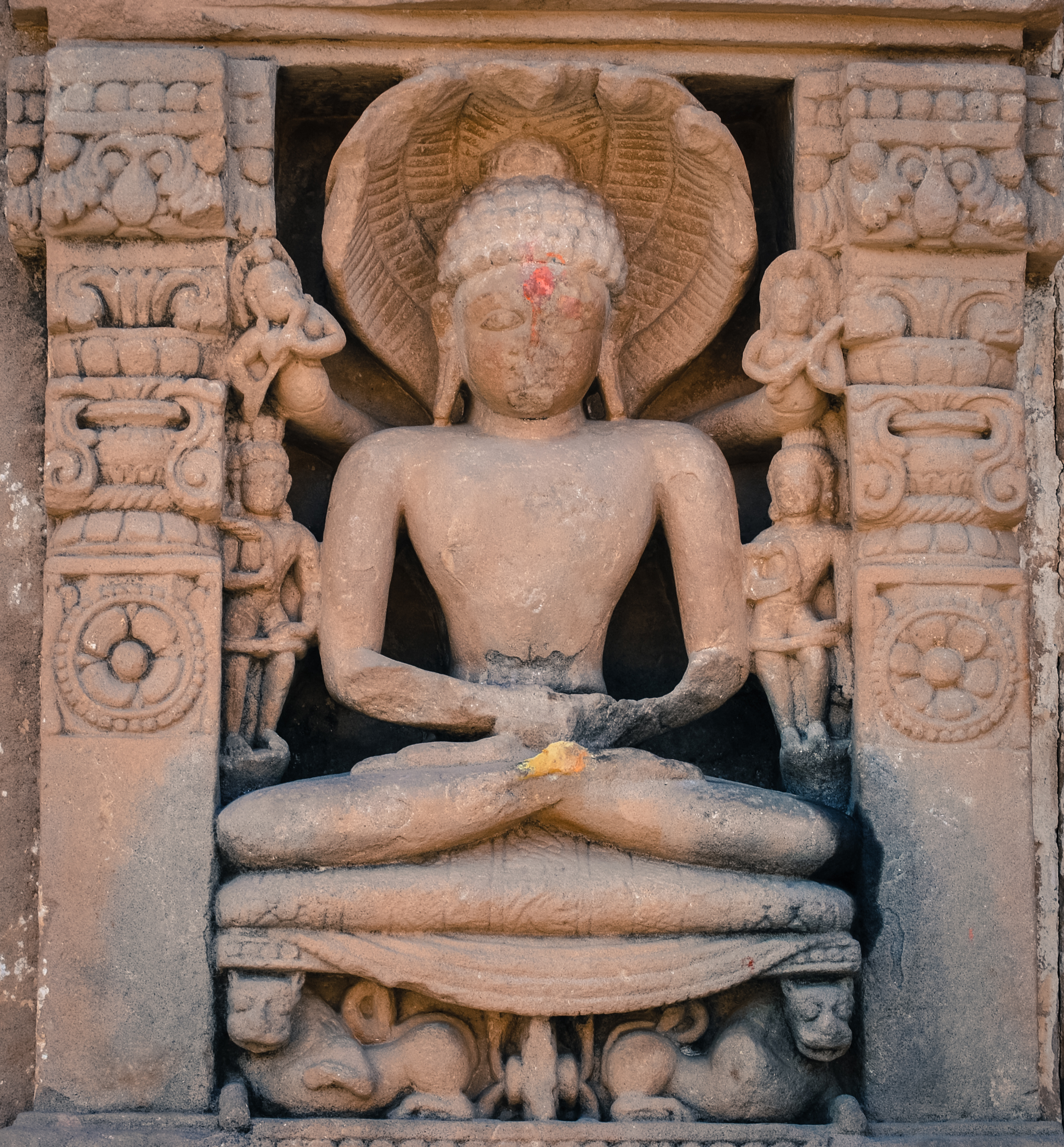
Tirthankara Parshvanata mit Schlangenkrone

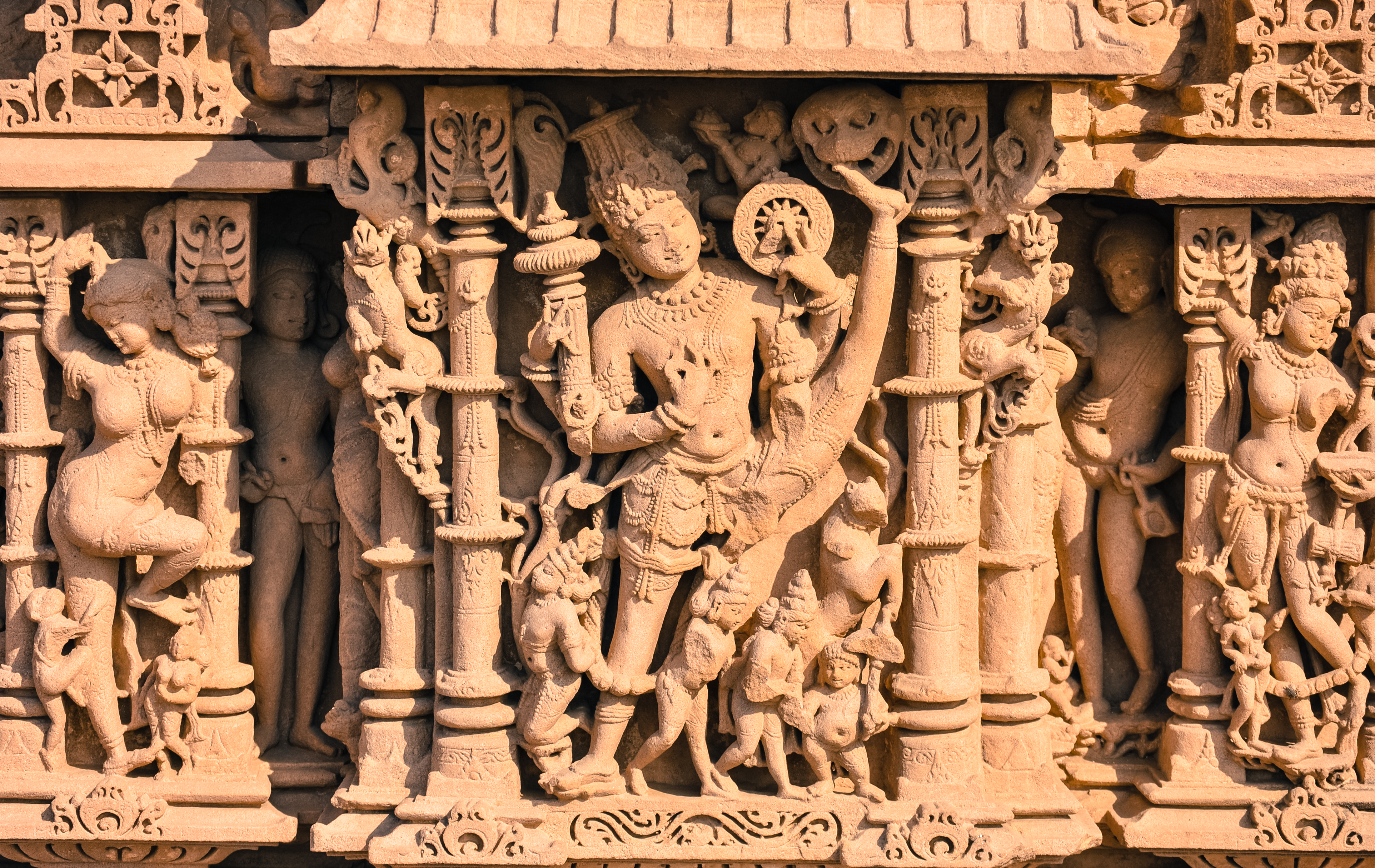
Vamana-Trivikrama am Harihara-Tempel III

## Sehenswürdigkeiten
- Der Mahavira-Tempel geht auf das Jahr 783 zurück und ist ein wichtiges Heiligtum der Jain-Sekte. Er ist dem 24. Tirthankara geweiht, dessen historische Authentizität jedoch umstritten ist. Die Cella (garbhagriha) des Tempels stammt wohl noch aus der Gründerzeit – der plastische Schmuck ist recht einfach und vor allem die Pfeilerreliefs sind in nur geringem Maße tiefenräumlich gearbeitet. Die auf acht Pfeilern stehende zentrale Kragkuppel sowie andere Bauteile zeigen dagegen deutlich entwickeltere Formen und scheinen später hinzugefügt worden zu sein.
- Der auf einer kleinen Anhöhe gelegene Sachiya Mata Tempel stammt in seinen Ursprüngen wohl ebenfalls dem 8. Jahrhundert; er wurde jedoch später mehrfach umgebaut und erweitert. Eins der imposantesten Baudetails ist der von mehreren Torbögen (toranas) überspannte Treppenaufgang. Die Außenwände des Tempels sind mit Figuren geschmückt, die in Ikonographie und Stil dem figürlichen Bauschmuck der Tempel von Khajuraho ähneln.
- Der Surya-Tempel ist ein Bestandteil des Sachiya Mata Tempels und dem Sonnengott geweiht, dessen imposantes Kultbild im Sanktum steht.
- In Osian stehen drei Harihara-Tempel, von denen der erste und der dritte am interessantesten sind. Während der Harihara-Tempel I noch dem 8. Jahrhundert zuzuordnen ist, zeigt sich am Harihara-Tempel III der entwickelte, d. h. beinahe freiplastische Figurenstil der ersten Hälfte des 9. Jahrhunderts, der sich nur wenig später in Khajuraho zur Blüte entwickeln sollte.
- Ein verschlammter und versandeter Tempelteich aus dem 8. Jahrhundert(?) vervollständigt das architektonische Ensemble.